# Adventfjorden

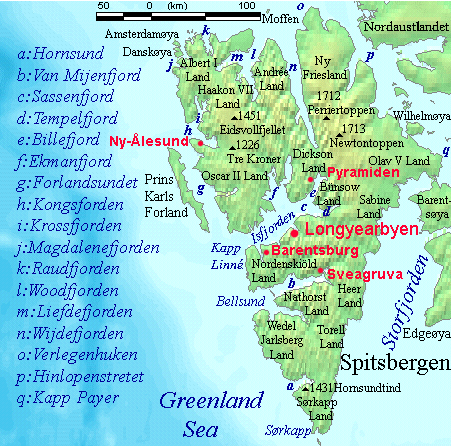
L'Adventfjorden sul lato meridionale dell'Isfjorden, sulla costa occidentale dell'isola di Spitsbergen.

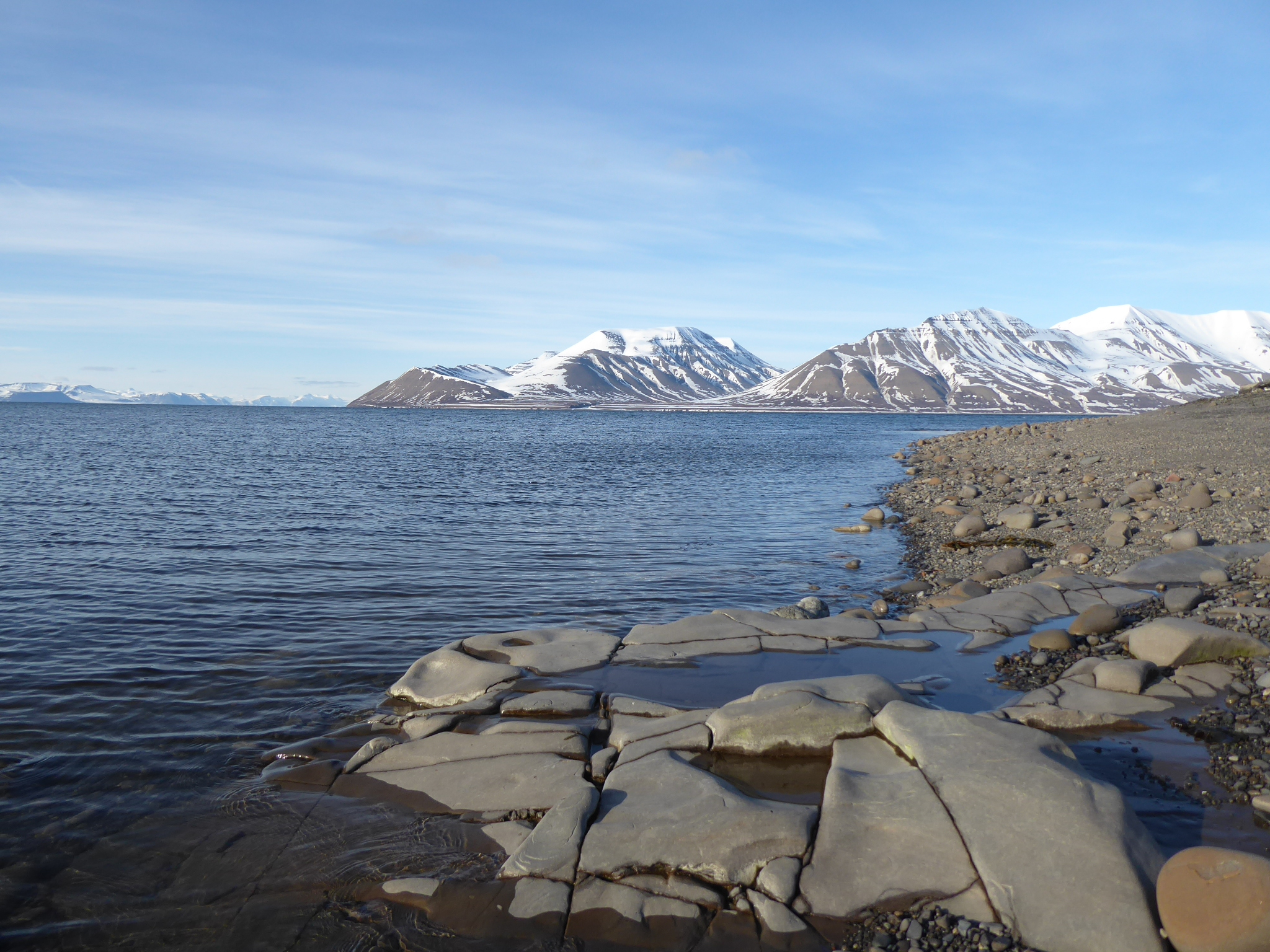
L'ingresso dell'Adventfjorden nel maggio 2025.

L'Adventfjorden è un braccio laterale della parte meridionale del fiordo Isfjorden, sulla costa occidentale dell'isola di Spitsbergen, nell'arcipelago delle Svalbard. Il fiordo è lungo 7 km e largo 3–4 km.